# Institut für Limnologie
Das Institut für Limnologie, auch Forschungsinstitut für Limnologie (ILIM) ist eine Forschungseinrichtung der Universität Innsbruck, die das Institut 2012 von der Österreichischen Akademie der Wissenschaften (ÖAW) in Wien übernahm.

## Beschreibung
Das Institut wurde auf Initiative des Limnologen Heinz Löffler 1970/1971 von der ÖAW in Wien eröffnet und im Jahr 1981 an den Mondsee, 30 km östlich von Salzburg gelegen, transferiert. Zwischen 1981 und 2012 betrieb die Österreichische Akademie der Wissenschaften als Trägerorganisation von 65 Forschungseinrichtungen das Institut für Limnologie am Mondsee in Oberösterreich. Biodiversitäts- und Ökosystemforschung im Gewässerbereich waren die Schwerpunkte der 13 festangestellten Wissenschaftlern, die in zahlreichen Forschungsprojekten mit internationalen Partnern tätig waren. Seit 2012 ist das Forschungsinstitut für Limnologie, Mondsee, eine Einrichtung der Universität Innsbruck. In nunmehr acht Forschungsgruppen wird anhand aquatischer Modellorganismen (Bakterien, Planktonorganismen, Algen, Schnecken und Fischen) untersucht wie sich Einflüsse auf die Gewässer (Klimawandel, Nährstoffeintrag etc.) auf die Evolutionsökologie der aquatischen Gemeinschaften auswirken. Die unterschiedlichen Konsequenzen für die Integrität der aquatischen Ökosysteme werden in unterschiedlichen Ebenen: beginnend bei Molekülen (Gene und Proteine) über Organismen und Populationen bis zu Gemeinschaften untersucht.
Wichtige Erkenntnisse im Bereich der mikrobiellen Ökologie, Algen- und Klimaforschung sowie der Zooplankton- und Fischökologie in Seen sind auf Projekte des Forschungsinstituts in Mondsee zurückzuführen. Darüber hinaus werden am Mondsee Daten zur Klimaentwicklung von Gewässern im Alpenraum, die als Grundlage für Modelle zur Globalen Erwärmung herangezogen werden können.
Die Auswertung von Langzeitdaten (LTER-Standort) zur Limnologie im Mondsee und weiteren Seen in verschiedenen Höhenlagen sollen ein vollständiges Bild der Ökologie der heimischen Seen ergeben – wichtige Erkenntnisse für die Grundlagenforschung, die aber auch für den Schutz der heimischen Gewässer und das Gewässermanagement von Bedeutung sind.

## Lehre
Das Forschungsinstitut am Mondsee ist als Standort der Universität Innsbruck auch für die Ausbildung von Studierenden mit Lehrveranstaltungen in Innsbruck und am Mondsee verantwortlich und bildet BSc-, MSc- und PhD-Studierende aus. Durch zahlreiche internationale und nationale Projekte und zahlreiche Fachpublikationen ist das Forschungsinstitut weltweit vernetzt.
Das Institut war bis 2008 Sitz von internationalen Ausbildungsprogrammen (IPGL, International Training Programmes in Limnology), in dessen Rahmen bereits mehr als 1100 Studenten aus 70 Ländern ihre Ausbildung absolviert haben. Durch die internationale Tätigkeit des Instituts seit seinem Bestehen, konnte ein weltweites Netzwerk an Gewässerexperten aufgebaut werden.